# Hospital Central de Mendoza
El Hospital Central es el principal nosocomio de la Provincia de Mendoza, así como del oeste argentino, ya que es un hospital de referencia en alta complejidad, urgencias y como hospital escuela, hacedor de nuevos profesionales. Se encuentra ubicado en la Avenida Alem 450 esquina Salta de la Ciudad de Mendoza.

## Historia
En 1938 bajo el gobierno de Rodolfo Corominas Segura, nace el proyecto de construcción de “El Gran Policlínico Central”. Con el objetivo de dar soluciones a los habitantes del Gran Mendoza. El 12 de febrero de 1941 el gobernador, coloco la piedra fundamental en un predio donado por la familia Calle.
El 15 de enero de 1944, San Juan sufrió un terremoto devastador. Por orden de las autoridades nacionales y provinciales, se abre de urgencia el Hospital Central para atender a la gran cantidad de heridos que llegaban a Mendoza. En el nosocomio se atendieron 577 mujeres y 383 hombres y lamentablemente fallecieron 53 personas.
Luego de la asistencia a San Juan, el hospital fue cerrado para poder terminarlo. El 19 de agosto de 1945 se inauguró formalmente el gran Hospital Central. En pocos años se convirtió en referente de la salud pública mendocina.
El 26 de diciembre de 1950, se crea la Facultad de Ciencias Médicas de la Universidad Nacional de Cuyo. Las instalaciones principales de la facultad se instalan en el Hospital Central con sus respectivas cátedras. Esto lo convierte en el principal hospital escuela de Mendoza.

En 1965 llegó al país la Misión Crafoord, misión de médicos científicos integrada por los profesores Clarence Crafoord, Etig Ekeströn, Olof Norlander y S. Bevegard, pertenecientes a la Clínica Torácica del Instituto Karolinska de la Universidad de Estocolomo, Suecia. Esta visita inauguró el servicio de cardiovascular. Uno de los servicios más importantes del Hospital debido a que en el transcurso de los años se ha convertido en referente del oeste argentino.

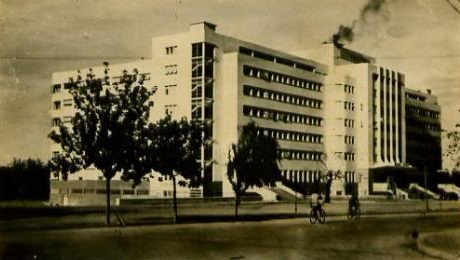
Hospital Central Mendoza, 1950

En 1976 se inician los trasplantes renales. La doctora Piulat y su equipo realizan el primer trasplante renal del interior del país. Asimismo se inician las ecografías y las tomografías computadas.
Entre 1970 y 1980 se aumentó el número de especialidades incorporándose las residencias de Traumatología, Anestesia, Anatomía Patológica.
Entre 1981 y 1990 se incorporaron las residencias de Bioquímica Clínica, Farmacia y Odontología
El 1 de junio de 1991 se inauguró la Fundación Escuela de Medicina Nuclear (FUESMEN), una escuela de posgrado en medicina nuclear y radioisótopos, impulsada por su afán de promover las aplicaciones pacíficas de la energía nuclear en el campo de la salud.
En 1996 se equipó por completo el servicio de hemodiálisis. Se adquieren 20 equipos con la posibilidad de dializar sin tener que derivar a los pacientes a otras instituciones.
Debido a un gran deterioro por el uso y poder hacerlo más funcional, en 1998 se refuncionalizó toda la institución con una inversión de 30 millones de pesos. 
En 2004 se remodelan los quirófanos y el hospital comienza a realizar trasplantes de corneas para luego incorporar el banco de ojo.
En 2006 se refuncionalizó el servicio de recuperación cardiovascular. Se incorporan camas inteligentes, monitores de última generación y dos salas totalmente equipadas para trasplantes. Hoy en día el servicio no cuenta con lista de espera.
En 2010 se refuncionalizó el servicio de hemodinámica adquiriendo equipamiento de última generación. Hoy es referente en Cuyo.
En 2012 el central apunta a la accesibilidad. Se crea un 0800 para solicitar turnos desde cualquier punto de Mendoza. Hoy en día se reciben 500 llamadas por día.
En 2014 quedan inaugurados los nuevos consultorios externos. Después de estar 20 años en la terminal de ómnibus, se trasladan a calle Catamarca y sala con equipamiento nuevo.
En ese mismo año se realiza proyecto para la construcción del primer centro de trasplante de médula ósea del interior del país. Hoy el proyecto ya está en marcha y tendrá una inversión de 14 millones de pesos.
En 2015 la institución incorpora por primera vez un tomógrafo de alta complejidad para los politraumas de guardia.